# Ключ 6
Ключ 6 (кит.: 亅; Юнікод: U+2F05) — ієрогліфічний ключ. Один із шести, що записується однією рискою.

## Назви
- кит.: 竪鈎, shùgōu, шуго (ключ «гак»).
- кор. 갈고리궐부, galkkori gwolbu, кальгорі квольбу (ключ «гак»)
- яп. はねぼう、かぎ, hanebō, kagi, канебо, кагі (ключ «гак», «ключ»)

## Ієрогліфи
| Риски | Ієрогліфи |
| 0     | 亅        |
| +1    | 了        |
| +2    | 亇        |
| +3    | 予        |
| +5    | 争        |
| +6    | 亊        |
| +7    | 事        |